# Cratomus megacephalus
Cratomus megacephalus is een vliesvleugelig insect uit de familie Pteromalidae. De wetenschappelijke naam is voor het eerst geldig gepubliceerd in 1793 door Fabricius.